# Ulf Zetterström
Ulf Zetterström, född 12 april 1958 i Kiruna, är en svensk före detta professionell ishockeyspelare. 2008 till 2011 var han även general manager för IF Sundsvall Hockey.